# Горобіївська сільська рада (Канівський район)
Горобі́ївська сільська́ ра́да — адміністративно-територіальна одиниця та орган місцевого самоврядування в Канівському районі Черкаської області. Адміністративний центр — село Горобіївка.

## Загальні відомості
- Населення ради: 569 осіб (станом на 2001 рік)

## Населені пункти
Сільській раді підпорядковані населені пункти:
- с. Горобіївка
- с. Буда-Горобіївська

## Склад ради
Рада складається з 12 депутатів та голови.
- Голова ради: Салига Тетяна Миколаївна
- Секретар ради: Люта Любов Федорівна

### Керівний склад попередніх скликань
| Прізвище, ім'я, по батькові | Основні відомості                                                         | Дата обрання | Дата звільнення |
| --------------------------- | ------------------------------------------------------------------------- | ------------ | --------------- |
| Салига Тетяна Миколаївна    | Сільський голова, 1968 року народження, освіта вища, член Народної партії | 26.03.2006   | 31.10.2010      |
| Салига Тетяна Миколаївна    | Сільський голова, 1968 року народження, освіта вища, член Народної партії | 31.10.2010   |                 |

Примітка: таблиця складена за даними сайту Верховної Ради України

### Депутати
За результатами місцевих виборів 2010 року депутатами ради стали:

#### За суб'єктами висування
| Суб'єкт висування           | Кількість обраних депутатів | %    |
| --------------------------- | --------------------------- | ---- |
| Самовисування               | 11                          | 91,7 |
| Комуністична партія України | 1                           | 8,3  |

#### За округами
| № округу                    | Прізвище, ім'я, по батькові         | Дата визнання обраним | Освіта             | Партійна приналежність | Відомості про обраного депутата                    |
| --------------------------- | ----------------------------------- | --------------------- | ------------------ | ---------------------- | -------------------------------------------------- |
| Комуністична партія України |                                     |                       |                    |                        |                                                    |
| 10                          | Рудківський Станіслав Олександрович | 01.11.2010            | середня            | позапартійний          | Горобіївський навчально-виховний комплекс, сторож  |
| Самовисування               |                                     |                       |                    |                        |                                                    |
| 1                           | Гаряча Ганна Олексіївна             | 01.11.2010            | середня            | член Партії регіонів   | Горобіївська сільська рада, землевпорядник         |
| 2                           | Чупилка Марія Павлівна              | 01.11.2010            | вища               | член Партії регіонів   | Горобіївська сільська рада, бухгалтер              |
| 3                           | Коляда Олексій Іванович             | 01.11.2010            | середня            | член Партії регіонів   | тимчасово не працює                                |
| 4                           | Чупилка Віктор Михайлович           | 01.11.2010            | середня            | член Партії регіонів   | тимчасово не працює                                |
| 5                           | Шляма Микола Петрович               | 01.11.2010            | середня            | член Партії регіонів   | «Гадяч сир», водій                                 |
| 6                           | Гайдай Валентина Дмитрівна          | 01.11.2010            | вища               | позапартійна           | Горобіївський навчально-виховний комплекс, вчитель |
| 7                           | Люта Любов Федорівна                | 01.11.2010            | середня            | член Партії регіонів   | Горобіївська сільська рада, секретар               |
| 8                           | Святун Світлана Іванівна            | 09.07.2012            | середня спеціальна | член Партії регіонів   | Горобіївський науково-виховний комплекс, діловод   |
| 9                           | Линник Валентина Олексіївна         | 01.11.2010            | середня            | член Партії регіонів   | Укрпошта, листоноша                                |
| 11                          | Чупилка Михайло Олексійович         | 01.11.2010            | вища               | позапартійний          | приватний підприємець                              |
| 12                          | Святун Михайло Васильович           | 01.11.2010            | середня            | член Партії регіонів   | СТОВ «Степанецьке», керуючий участком              |